# Джафаров, Магомед Раджабович
Магомед Раджабович Джафаров (18 июня 1976, с. Кироваул, Кизилюртовский район, Дагестанская АССР, РСФСР, СССР) — российский дзюдоист, чемпион и призёр чемпионатов России, победитель летней Универсиады 2001 года в Пекине, обладатель Суперкубка мира, призёр чемпионата мира, мастер спорта России международного класса. В 1996-2008 годах член сборной команды страны. Участник летних Олимпийских игр 2004 года в Афинах.
На Олимпиаде выступал в полулёгкой весовой категории (до 66 кг). Джафаров последовательно победил американца Алекса Оттиано и бразильца Энрике Гимарайша, но потерпел поражение от японца Масато Утисиба. В утешительной серии россиянин уступил аргентинцу Хорхе Ленсина и выбыл из борьбы за медали. Оставил спорт в 2008 году.
В 2006 году окончил Дагестанский государственный университет по специальности «Юриспруденция». Работал заместителем руководителя ГУ «Дирекция особо охраняемых природных территорий, охраны животного мира и водных биоресурсов». В октябре 2014 года стал руководителем Западно-Каспийского территориального управления Росрыболовства. С 27 февраля 2020 года работает руководителем Северо-Кавказского территориального управления Федерального агентства по рыболовству .

## Спортивные результаты
- Чемпионат России по дзюдо 1996 года — ;
- Чемпионат России по дзюдо 1997 года — ;
- Чемпионат России по дзюдо 1998 года — ;
- Чемпионат России по дзюдо 2000 года — ;
- Чемпионат России по дзюдо 2001 года — ;
- Чемпионат России по дзюдо 2003 года — ;
- Чемпионат России по дзюдо 2006 года — ;
- Чемпионат России по дзюдо 2008 года — ;